# Pierre Person
Pour les articles homonymes, voir Person.
Pierre Person, né le 22 janvier 1989 à Nancy (France), est un homme politique français.
Membre du Parti socialiste jusqu'en 2012, il co-fonde et préside Les Jeunes avec Macron en 2015, puis participe au lancement d'En marche, devenu La République en marche (LREM), ainsi qu'à la campagne présidentielle d'Emmanuel Macron.
En 2017, il est élu député dans la sixième circonscription de Paris et intègre le bureau exécutif de LREM. De 2018 à 2020, il est délégué général adjoint du parti (numéro deux derrière Stanislas Guerini), poste dont il démissionne, en désaccord avec les orientations suivies.

## Biographie

### Parcours étudiant et professionnel
Né à Nancy (Meurthe-et-Moselle) le 22 janvier 1989, Pierre Person passe son enfance en Lorraine.
Il étudie à l’université de Poitiers où il est responsable de l’UNEF. Il est diplômé en droit de la santé et en droit de l’urbanisme.
Il commence sa carrière professionnelle comme juriste pendant 18 mois dans un cabinet d'avocat à Paris, puis travaille, entre octobre 2015 et son élection comme député, chez CGI Business Consulting en tant que consultant junior pour le secteur public.

### Parcours politique

#### Débuts
Durant ses études à l'université de Poitiers, Pierre Person est président de la branche locale de l'Union nationale des étudiants de France, syndicat étudiant classé à gauche. Il est également adhérent du Parti socialiste jusqu'en 2012. Soutien de Dominique Strauss-Kahn, pour qui il travaille en vue de l'élection présidentielle de 2012, il est proche de Jean-Christophe Cambadélis.

#### Cofondateur des Jeunes avec Macron et cadre de LREM
Selon l'enquête Uber Files, il sollicite en 2015 un « coup de pouce » de la part du conseiller d’Emmanuel Macron Stéphane Séjourné pour appuyer sa candidature à un poste chez Uber.
En 2015, il cofonde le collectif Les Jeunes avec Macron, avec trois amis, Sacha Houlié, Florian Humez et Jean Gaborit, qui rassemble plus de 22 000 adhérents en septembre 2017. C'est le premier mouvement de soutien à Emmanuel Macron, créé avant La République en marche (anciennement En marche). En mars 2016, ce même collectif lance un think tank baptisé « La Gauche libre », dont le but est de « peser dans les débats en 2017 ».
Par la suite, il rejoint l'équipe de campagne d'Emmanuel Macron pour l'élection présidentielle de 2017, en tant que conseiller politique. 
En novembre 2017, à l'occasion du conseil national de La République en marche, il intègre le bureau exécutif du parti. Délégué national aux territoires, il est chargé de préparer les élections municipales de 2020 et s’occupe des relations entre le groupe parlementaire et le parti. Il est présenté comme le bras droit de Christophe Castaner, délégué général du parti.
En novembre 2018, à la suite de la démission de Christophe Castaner du poste de délégué général, Pierre Person renonce à se présenter pour lui succéder alors qu'il était présenté comme un des deux favoris, avec Stanislas Guerini. S'il dit souhaiter préserver ainsi « l'unité et le rassemblement », Mediapart indique que ses soutiens « ne décolèrent pas quant à la manière dont s’est déroulée cette séquence d’avant dépôt des candidatures. Ils se plaignent de SMS agressifs, de coups de fil à répétition pour faire retirer des parrainages, notamment auprès des référents départementaux, et de la mobilisation de membres du gouvernement pour éviter tout débat qui tourne au déballage ». Jérémy Marot et Pauline Théveniaud estiment que les deux hommes ne présentent, « sur le fond, aucune différence idéologique » mais ont, « sur la forme, une pratique politique différente », précisant : « Dans la galaxie DSK, Guerini se rapproche de la sphère Moscovici, qui s'est politisée d'abord dans le réseau grandes écoles et se distingue davantage en produisant des notes au kilomètre qu'en labourant le terrain. […] Quant à Person, c'est un jeune Cambadélis, aguerri par l'action au MJS et à l'Unef au sein des facs, mais aussi fin connaisseur des appareils ». Ils ajoutent que Pierre Person abandonne car « effrayé qu'en cas de victoire l'inimitié et la défiance de certains au Château l'empêchent de diriger convenablement ».
Après l'élection de Stanislas Guerini, celui-ci le nomme délégué général adjoint. Il démissionne de son poste ainsi que du bureau exécutif de LREM en septembre 2020 : indiquant vouloir donner « un nouveau souffle au parti », il déclare s'être heurté à « une organisation trop repliée sur elle-même et qui ne tient pas assez compte de ses « marcheurs », de ses élus locaux ou de ses parlementaires », et déplore que le parti « ne produi[se] plus d’idées nouvelles ».

#### Député de laXVelégislature
Lors des élections législatives de 2017, Pierre Person se porte candidat dans la sixième circonscription de Paris sous les couleurs de La République en marche. Il obtient 39,4 % des suffrages exprimés au premier tour et se qualifie pour le second tour en éliminant notamment Cécile Duflot, députée sortante et ancienne ministre, qui recueille 14,7 % des suffrages. Il est élu député au second tour face à Danielle Simonnet, candidate et oratrice nationale de La France insoumise, qu'il bat avec 51 % des suffrages exprimés.
Selon Le Monde, il fait partie au début de la mandature d'une petite dizaine de députés qui forment « la garde avancée d’Emmanuel Macron, au Palais-Bourbon comme dans les médias. Des janissaires dévoués corps et âme au chef de l’État, qui ne dépendent que de lui, ne rendent de comptes qu’à lui ». Il est chargé d'assurer un lien entre le groupe LREM, l’Élysée et le parti.
À l'Assemblée nationale, Pierre Person est successivement membre de la commission des Finances, puis de celle des Lois.
En février 2019, il rend un rapport en conclusion d'une mission d'information sur les « monnaies virtuelles » présidée par Éric Woerth : celui-ci formule 27 propositions pour en éclaircir le cadre juridique.

## Prises de position
En juin 2019, il signe un appel publié dans L'Obs pour « légaliser le cannabis, qu’il soit utilisé à des fins thérapeutiques comme récréatives ».
Durant l'été 2019, avec son collègue Sacha Houlié, il propose de revenir en partie sur les allègements de cotisations sur les hauts salaires, issus du pacte de responsabilité et de solidarité mis en place sous François Hollande.
Lors de la pandémie de Covid-19, il présente le déploiement du traçage numérique des individus comme une « ligne rouge » à même de remettre en cause son appartenance à la majorité présidentielle.